# Chrysina terroni
Chrysina terroni är en skalbaggsart som beskrevs av Moron 1990. Chrysina terroni ingår i släktet Chrysina och familjen Rutelidae. Inga underarter finns listade i Catalogue of Life.